# Albo d'oro della Coppa Italia di calcio femminile
Di seguito le squadre vincitrici della Coppa Italia dal 1971 ad oggi.

## Albo d'oro
| Edizione  | Vincitore                        | Finalista                | Dettagli finale          | Dettagli finale               | Dettagli finale                                                   |
| Edizione  | Vincitore                        | Finalista                | Luogo                    | Data                          | Risultato                                                         |
| --------- | -------------------------------- | ------------------------ | ------------------------ | ----------------------------- | ----------------------------------------------------------------- |
| 1970      | Real Torino (1º titolo)          | Amaro Trinacria Carini   | Torino                   | 19 marzo 1971                 | Real Torino-Amaro Trinacria Carini 5-0                            |
| 1971      | Roma CF (1º titolo)              | A.C.F. Fiorentina        | Roma                     | 9 gennaio 1972                | Roma-Fiorentina 1-0                                               |
| 1972      | Falchi Crescentinese (1º titolo) | Lazio CF                 | Roma                     | 13 gennaio 1973               | Falchi Crescentinese-Lazio 4-1                                    |
| 1973      | Falchi Astro (1º titolo)         | Lazio CF                 | Crescentino              | 8 dicembre 1973               | Falchi Astro-Lazio 2-1                                            |
| 1974      | Gamma 3 Padova (1º titolo)       | Lazio CF                 | Roma                     | 23 settembre 1974             | Gamma 3 Padova-Lazio 0-0 (6-5 dtr)                                |
| 1975      | ACF Milan (1º titolo)            | Sisal Moquettes Piacenza | Roma                     | 15 novembre 1975              | Milan-Sisal Moquettes Piacenza 2-0                                |
| 1976      | ACF Milan (2º titolo)            | Valdobbiadene            |                          |                               | Milan-Valdobbiadene 2-1                                           |
| 1977      | Lazio CF (1º titolo)             | ACF Milan                |                          | 8 maggio 1977                 | Lazio-Milan 1-1 (5-4 dtr)                                         |
| 1978      | Conegliano (1º titolo)           |                          |                          |                               | Conegliano-Lazio 4-1                                              |
| 1979      | Conegliano (2º titolo)           |                          |                          |                               | Conegliano-Lazio 1-0                                              |
| 1980      | Gorgonzola (1º titolo)           |                          |                          |                               | Gorgonzola-Alaska Lecce 1-0                                       |
| 1981      | Alaska Lecce (1º titolo)         | A.C.F. Verona            | Verbania                 | 15 novembre 1981              | Alaska Lecce-Verona 2-0                                           |
| 1982      | Alaska Lecce (2º titolo)         | Roma                     | Roma                     | 6 novembre 1982               | Alaska Lecce-Roma 4-0                                             |
| 1983      | Trani 80 (1º titolo)             | Tigullio 72              | Roma                     | 30 ottobre 1983               | Trani 80-Tigullio 72 1-1 (dts) (6-5 dtr)                          |
| 1984      | Non disputata                    | Non disputata            | Non disputata            | Non disputata                 | Non disputata                                                     |
| 1985      | Lazio CF (2º titolo)             |                          |                          |                               | Lazio-Trani 1-0                                                   |
| 1985-1986 | Modena Euromobil (1º titolo)     |                          |                          |                               | Modena-Lazio 0-0 (dts) (5-4 dtr)                                  |
| 1986-1987 | Non disputata                    | Non disputata            | Non disputata            | Non disputata                 | Non disputata                                                     |
| 1987-1988 | Modena Euromobil (2º titolo)     |                          |                          |                               | Modena-Trani 2-1                                                  |
| 1988-1989 | Giugliano (1º titolo)            | Reggiana                 | San Benedetto del Tronto | 29 maggio 1989                | Giugliano-Reggiana 2-2 (9-8 dtr)                                  |
| 1989-1990 | Giugliano (2º titolo)            | Milan 82                 | Trani                    | 24 maggio 1990                | Giugliano-Milan 82 2-1                                            |
| 1990-1991 | Torres (1º titolo)               | Fiamma Monza             | Bianco                   | 22 giugno 1991                | Torres-Fiammamonza 0-0 (5-4 dtr)                                  |
| 1991-1992 | Reggiana (1º titolo)             | Fiamma Monza             | Lodi                     | 7 giugno 1992                 | Reggiana-Fiammamonza 5-1                                          |
| 1992-1993 | Reggiana (2º titolo)             | Napoli A.C.F.            |                          |                               | Reggiana-Napoli 3-0                                               |
| 1993-1994 | G.E.A.S. (1º titolo)             | Agliana                  |                          |                               | GEAS Sesto S.G.-Agliana 0-0 (4-2 dtr)                             |
| 1994-1995 | Torres (2º titolo)               | Agliana                  |                          |                               | Torres-Agliana 1-1 Agliana-Torres 1-2                             |
| 1995-1996 | Lugo (1º titolo)                 | Fiamma Monza             | Ravenna Monza            | 18 maggio 1996 25 maggio 1996 | Lugo-Fiammamonza 5-0 Fiammamonza-Lugo 1-3                         |
| 1996-1997 | Agliana (1º titolo)              | Torino                   |                          |                               | Agliana-Torino 1-0 Torino-Agliana 2-1                             |
| 1997-1998 | ACF Milan (3º titolo)            | Lugo                     |                          |                               | Milan-Lugo 3-1                                                    |
| 1998-1999 | Lazio CF (3º titolo)             | ACF Milan                | Baiso                    |                               | Lazio-Milan 4-0                                                   |
| 1999-2000 | Torres (3º titolo)               | ACF Milan                | Scafati                  | 3 giugno 2000                 | Torres-Milan 2-0                                                  |
| 2000-2001 | Torres (4º titolo)               | Bardolino Verona         | Misano Adriatico         | 2 giugno 2001                 | Torres-Bardolino Verona 1-0                                       |
| 2001-2002 | Foroni Verona (1º titolo)        | Lazio CF                 | Senigallia               | 26 maggio 2002                | Foroni Verona-Lazio 1-0                                           |
| 2002-2003 | Lazio CF (4º titolo)             | Torres                   | Novedrate                | 7 giugno 2003                 | Lazio-Torres 8-1                                                  |
| 2003-2004 | Torres (5º titolo)               | Foroni Verona            | Castelsardo              | 29 maggio 2004                | Torres-Foroni Verona 6-0                                          |
| 2004-2005 | Torres (6º titolo)               | Vigor Senigallia         | Mirano                   | 28 maggio 2005                | Torres-Vigor Senigallia 2-0                                       |
| 2005-2006 | Bardolino Verona (1º titolo)     | Agliana                  | Reggio Calabria          | 25 maggio 2006                | Bardolino Verona-Agliana 4-1                                      |
| 2006-2007 | Bardolino Verona (2º titolo)     | Torino                   | Bardolino Torino         | 2 giugno 2007 9 giugno 2007   | Bardolino Verona-Torino 3-1 Torino-Bardolino Verona 3-1 (2-3 dtr) |
| 2007-2008 | Torres (7º titolo)               | Bardolino Verona         | Bardolino Sassari        | 4 giugno 2008 7 giugno 2008   | Bardolino Verona-Torres 3-2 Torres-Bardolino Verona 1-0           |
| 2008-2009 | Bardolino Verona (3º titolo)     | Torres                   | Marino                   | 13 giugno 2009                | Bardolino Verona-Torres 2-0                                       |
| 2009-2010 | Reggiana (3º titolo)             | Torres                   | Capo d'Orlando           | 12 giugno 2010                | Reggiana-Torres 1-1 (7-6 dtr)                                     |
| 2010-2011 | Torres (8º titolo)               | Tavagnacco               | Gallipoli                | 28 maggio 2011                | Torres-Tavagnacco 3-0                                             |
| 2011-2012 | Brescia (1º titolo)              | Napoli                   | Ostia                    | 2 giugno 2012                 | Brescia-Napoli 3-2 dts                                            |
| 2012-2013 | Tavagnacco (1º titolo)           | Bardolino Verona         | Forlì                    | 1º giugno 2013                | Bardolino Verona-Tavagnacco 0-2                                   |
| 2013-2014 | Tavagnacco (2º titolo)           | Torres                   | Santarcangelo di Romagna | 6 giugno 2014                 | Torres-Tavagnacco 2-3                                             |
| 2014-2015 | Brescia (2º titolo)              | Tavagnacco               | Abano Terme              | 23 maggio 2015                | Brescia-Tavagnacco 4-0                                            |
| 2015-2016 | Brescia (3º titolo)              | AGSM Verona              | Firenze                  | 12 giugno 2016                | Brescia-AGSM Verona 2-1                                           |
| 2016-2017 | Fiorentina (1º titolo)           | Brescia                  | Noceto                   | 16 giugno 2017                | Brescia-Fiorentina 0-1                                            |
| 2017-2018 | Fiorentina (2º titolo)           | Brescia                  | Noceto                   | 26 maggio 2018                | Fiorentina-Brescia 3-1                                            |
| 2018-2019 | Juventus (1º titolo)             | Fiorentina               | Parma                    | 28 aprile 2019                | Fiorentina-Juventus 1-2                                           |
| 2019-2020 | Non assegnata                    | Non assegnata            | Non assegnata            | Non assegnata                 | Non assegnata                                                     |
| 2020-2021 | Roma (1º titolo)                 | Milan                    | Reggio Emilia            | 30 maggio 2021                | Roma-Milan 0-0 (3-1 dtr)                                          |
| 2021-2022 | Juventus (2º titolo)             | Roma                     | Ferrara                  | 22 maggio 2022                | Juventus-Roma 2-1                                                 |
| 2022-2023 | Juventus (3º titolo)             | Roma                     | Salerno                  | 4 giugno 2023                 | Juventus-Roma 1-0                                                 |
| 2023-2024 | Roma (2º titolo)                 | Fiorentina               | Cesena                   | 24 maggio 2024                | Roma-Fiorentina 3-3 (4-3 dtr)                                     |
| 2024-2025 | Juventus (4º titolo)             | Roma                     | Como                     | 17 maggio 2025                | Juventus-Roma 4-0                                                 |

## Statistiche

### Vittorie per squadra
| Squadra              | Titoli | Anni                                           |
| -------------------- | ------ | ---------------------------------------------- |
| Torres               | 8      | 1991, 1995, 2000, 2001, 2004, 2005, 2008, 2011 |
| Juventus             | 4      | 2019, 2022, 2023, 2025                         |
| Lazio CF             | 4      | 1977, 1985, 1999, 2003                         |
| ACF Milan            | 3      | 1975, 1976, 1998                               |
| Bardolino Verona     | 3      | 2006, 2007, 2009                               |
| Reggiana             | 3      | 1992, 1993, 2010                               |
| Brescia              | 3      | 2012, 2015, 2016                               |
| Conegliano           | 2      | 1978, 1979                                     |
| Alaska Lecce         | 2      | 1981, 1982                                     |
| Modena Euromobil     | 2      | 1986, 1988                                     |
| Giugliano            | 2      | 1989, 1990                                     |
| Tavagnacco           | 2      | 2013, 2014                                     |
| Fiorentina           | 2      | 2017, 2018                                     |
| Roma                 | 2      | 2021, 2024                                     |
| Real Torino          | 1      | 1970 (FICF)                                    |
| Roma CF              | 1      | 1971                                           |
| Falchi Crescentinese | 1      | 1972                                           |
| Falchi Astro         | 1      | 1973                                           |
| Gamma 3 Padova       | 1      | 1974                                           |
| Gorgonzola           | 1      | 1980                                           |
| Trani 80             | 1      | 1983                                           |
| G.E.A.S.             | 1      | 1994                                           |
| Lugo                 | 1      | 1996                                           |
| Agliana              | 1      | 1997                                           |
| Foroni Verona        | 1      | 2002                                           |

### Vittorie per città
| Città                 | Titoli | Squadre vincenti                                |
| --------------------- | ------ | ----------------------------------------------- |
| Sassari               | 8      | Torres (8)                                      |
| Roma                  | 7      | Lazio CF (4), Roma CF (1), Roma (2)             |
| Torino                | 6      | Juventus (4), Falchi Astro (1), Real Torino (1) |
| Verona                | 4      | Bardolino Verona (3), Foroni Verona (1)         |
| Milano                | 3      | ACF Milan (3)                                   |
| Reggio Emilia         | 3      | Reggiana (3)                                    |
| Brescia               | 3      | Brescia (3)                                     |
| Conegliano            | 2      | Conegliano (2)                                  |
| Lecce                 | 2      | Alaska Lecce (2)                                |
| Modena                | 2      | Modena Euromobil (2)                            |
| Giugliano in Campania | 2      | Giugliano (2)                                   |
| Tavagnacco            | 2      | Tavagnacco (2)                                  |
| Firenze               | 2      | Fiorentina (2)                                  |
| Crescentino           | 1      | Falchi Crescentinese (1)                        |
| Padova                | 1      | Gamma 3 Padova (1)                              |
| Gorgonzola            | 1      | Gorgonzola (1)                                  |
| Trani                 | 1      | Trani 80 (1)                                    |
| Sesto San Giovanni    | 1      | G.E.A.S. (1)                                    |
| Lugo                  | 1      | Lugo (1)                                        |
| Agliana               | 1      | Agliana (1)                                     |

### Vittorie per regione
| Regione               | Titoli | Squadre vincenti                                                            |
| --------------------- | ------ | --------------------------------------------------------------------------- |
| Sardegna              | 8      | Torres (8)                                                                  |
| Lombardia             | 8      | Brescia (3), ACF Milan (3), Gorgonzola (1), G.E.A.S. (1)                    |
| Piemonte              | 7      | Juventus (4), Falchi Crescentinese (1), Falchi Astro (1), Real Torino (1)   |
| Veneto                | 7      | Bardolino Verona (3), Conegliano (2), Gamma 3 Padova (1), Foroni Verona (1) |
| Lazio                 | 7      | Lazio CF (4), Roma (2), Roma CF (1)                                         |
| Emilia-Romagna        | 6      | Reggiana (3), Modena Euromobil (2), Lugo (1)                                |
| Puglia                | 3      | Alaska Lecce (2), Trani 80 (1)                                              |
| Toscana               | 3      | Agliana (1), Fiorentina (2)                                                 |
| Campania              | 2      | Giugliano (2)                                                               |
| Friuli-Venezia Giulia | 2      | Tavagnacco (2)                                                              |